# Chinari
Chinari (węg. Várhegy) – wieś w Rumunii, w okręgu Marusza, w gminie Sântana de Mureș. W 2011 roku liczyła 698 mieszkańców.